# 再会の街/ブライトライツ・ビッグシティ
『再会の街/ブライトライツ・ビッグシティ』（Bright Lights, Big City）は1988年に製作されたアメリカ合衆国の映画。原作はジェイ・マキナニーが1984年に発表したベストセラー小説『ブライト・ライツ、ビッグ・シティ』（Bright Lights , Big City）。

## 概要
製作の過程には、原作者であるジェイ・マキナニーも加わっており、脚本の執筆を担当している。原作は、主人公が「きみ」と呼称される2人称小説だが、本作では主人公は「ジェイミー・コンウェイ」という名前となっている。日本では映画公開前に新潮社から高橋源一郎訳で原作小説が出版されており、こちらの日本語表記は「ブライト・ライツ、ビッグ・シティ」だが、映画での日本語表記は「ブライトライツ・ビッグシティ」である。
マイケル・J・フォックスがシリアスな演技をしており、この作品以外でフォックスがシリアスな役を演じたのは『愛と栄光への日々』（1986）と『カジュアリティーズ』（1989）を含めた数作のみである。フォックスはこの映画の撮影後にヴィッキーを演じたトレイシー・ポランと結婚した。
日本語字幕は戸田奈津子が担当している。

## ストーリー
作家になることを夢みて、ビッグ・シティ、ニューヨークに住み、出版社に勤めるジェイミー（マイケル・J・フォックス）。しかし彼は、愛する妻であるアマンダ（フィービー・ケイツ）から一方的に別れを告げられ、また母も失くした。そんな彼は、毎晩、悪友のタッド（キーファー・サザーランド）と飲み歩き、酒とドラッグで寂しさを紛らわす毎日を過ごしていた。しかし、タッドの従妹であるヴィッキー（トレイシー・ポラン）との出会いで、彼の心はいい方向に向かい、自分を取り戻す日がやってくるのだった。

## キャスト
| 役名                     | 俳優                                    | 日本語吹き替え                        | 日本語吹き替え                                          |
| 役名                     | 俳優                                    | VHS版                                 | TBS版                                                   |
| ------------------------ | --------------------------------------- | ------------------------------------- | ------------------------------------------------------- |
| ジェイミー・コンウェイ   | マイケル・J・フォックス                 | 三ツ矢雄二                            | 神谷明                                                  |
| タッド・アラガッシュ     | キーファー・サザーランド                | 中尾隆聖                              | 大塚芳忠                                                |
| アマンダ・コンウェイ     | フィービー・ケイツ                      | 玉川砂記子                            | 林原めぐみ                                              |
| ミーガン                 | スージー・カーツ                        | 滝沢久美子                            | 榊原良子                                                |
| クララ・ティリングハスト | フランシス・スターンハーゲン            | 京田尚子                              |                                                         |
| ヴィッキー・アラガッシュ | トレイシー・ポラン                      | 松井菜桜子                            |                                                         |
| ヴォーゲル氏             | ジョン・ハウスマン                      | 上田敏也                              |                                                         |
| マイケル・コンウェイ     | チャーリー・シュラッター                | 子安武人                              | 石田彰                                                  |
| リッテンハウス           | デイヴィッド・ワリロフ                  |                                       |                                                         |
| ジェイミーの母           | ダイアン・ウィースト                    | 竹口安芸子                            |                                                         |
| エレイン                 | ケリー・リンチ                          | 安達忍                                |                                                         |
| フェレットを抱えた男     | ウィリアム・ヒッキー                    | 上田敏也                              |                                                         |
| ハーディ                 | ジェイソン・ロバーズ （クレジットなし） | 阪脩                                  |                                                         |
| 不明 その他              | N/A                                     | 西川幾雄 勝生真沙子 菊池正美 広瀬正志 | 南杏子 渡辺久美子 竹口安芸子 加藤精三 達依久子 鈴木泰明 |

- TBS版：初放送1992年11月18日『水曜ロードショー』

## スタッフ
- 監督: ジェームズ・ブリッジス
- 脚本・原作: ジェイ・マキナニー
- 製作: マーク・ローゼンバーグ、シドニー・ポラック
- 製作総指揮: ジェラルド・R・モーレン
- 音楽: ドナルド・フェイゲン
- 撮影: ゴードン・ウィリス
- 編集: ジョン・ブルーム

日本語版
| -    | VHS版                                       | TBS版              |
| ---- | ------------------------------------------- | ------------------ |
| 演出 | 田島荘三                                    | 岡本知             |
| 翻訳 | トランスグローバル                          | 高間俊子           |
| 制作 | ワーナー・ホーム・ビデオ トランスグローバル | TBS グロービジョン |

## サウンドトラック
この映画での音楽監修は『プリンス/パープル・レイン』『フラッシュダンス』『ラウンド・ミッドナイト』『ラ★バンバ』などを手掛けたジョエル・シルが担当、また全編の音楽スコアをドナルド・フェイゲンが担当するなど音楽性の話題も豊富であった。
そのドナルド・フェイゲンの新曲を含むサウンドトラック盤は映画公開とともにワーナー・ブラザース・レコードからリリースされ、プリンスやナーラダ・マイケル・ウォルデンらも新曲を提供している。
ちなみに日本では公開前の1988年4月25日にワーナーパイオニア（現・ワーナーミュージック・ジャパン）からリリースされたが、リリース時点では映画公開が未定であったため「ブライト・ライツ、ビッグ・シティ」のタイトルでリリースされている。
なおニュー・オーダーの「トゥルー・フェイス」はシングルと違うシェップ・ペティボーンのリミックス・ヴァージョンが収録されている。またナーラダ・マイケル・ウォルデンはアルバムの中ではアーティスト名を「Narada」と名乗っている。
| #  | 邦題                             | 原題                                    | 歌唱・演奏                            | 曲長 |
| -- | -------------------------------- | --------------------------------------- | ------------------------------------- | ---- |
| 1  | グッド・ラヴ                     | Good Love                               | プリンス Prince                       | 5:12 |
| 2  | トゥルー・フェイス               | True Faith                              | ニュー・オーダー New Order            | 5:55 |
| 3  | ディヴァイン・エモーションズ     | Divine Emotions                         | ナーラダ・マイケル・ウォルデン Narada | 4:27 |
| 4  | キス・アンド・テル               | Kiss And Tell                           | ブライアン・フェリー Bryan Ferry      | 4:06 |
| 5  | プレジャー、リトル・トレジャー   | Pleasure, Little Treasure (Glitter Mix) | デペッシュ・モード Depeche Mode       | 5:35 |
| 6  | センチュリーズ・エンド           | Century's End                           | ドナルド・フェイゲン Donald Fagwn     | 5:36 |
| 7  | オブセス                         | Obsessed                                | ノイズ・クラブ The Noise Club         | 5:40 |
| 8  | ラヴ・アタック                   | Love Attack                             | コンク Konk                           | 4:00 |
| 9  | アイスクリーム・デイズ           | Ice Cream Days                          | ジェニファー・ホール Jennifer Hall    | 4:38 |
| 10 | パンプ・アップ・ザ・ヴォリューム | Pump Up The Volume                      | M/A/R/R/S                             | 4:07 |